# Табанюк Ігор Петрович
Ігор Петрович Табанюк (13 липня 1961, м. Фергана, Узбекистан — 28 липня 2021, с. Шепарівці, Україна) — український громадський активіст, військовий пілот, пілот-інструктор, військовослужбовець (офіцер).

## Життєпис
Ігор Табанюк народився 13 липня 1961 року у місті Фергані Узбекистану у сім'ї військового пілота.
У 1981 року вперше сів за штурвал літака.
Закінчив Чернігівське авіаційне училище (1980). Служив в українських містах — Чорткові, Мукачевому, Коломиї; Угорщині та Азербайджані. До 2002 року у Коломиї був командиром ескадрильї, заступником командира полку з льотної підготовки. Літав на L-39, МіГ-21, Як-28 та Су-24МР.

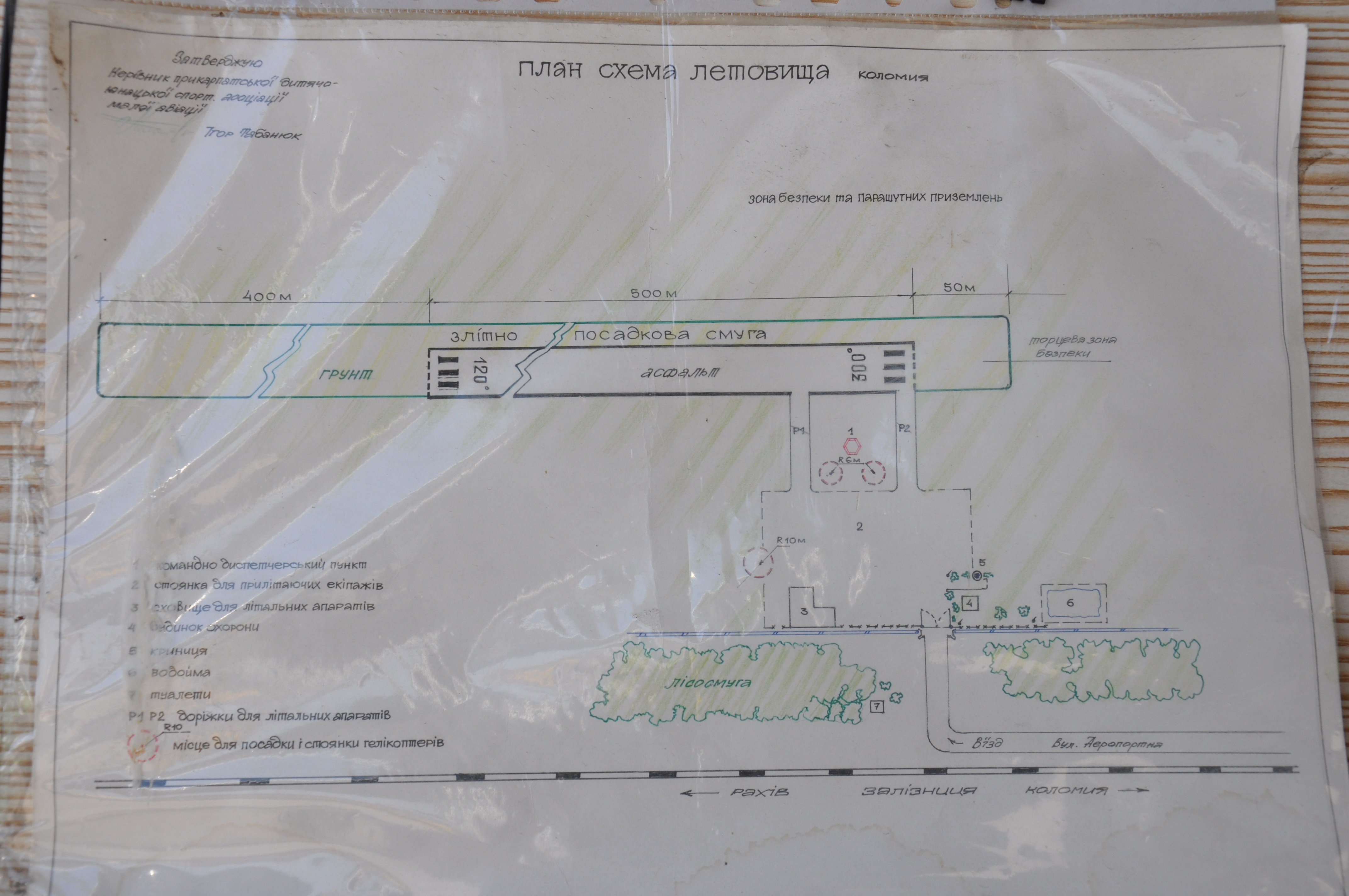
Схема аеродрому «П'ядики»

У 2010 році разом з однодумцями відновив аеродром у cелі П'ядики, на базі якого заснував ГО «Прикарпатську дитячо-юнацьку спортивну асоціація малої авіації».
Став наставником для 30 пілотів. Серед його учнів — Дмитро Комаров, Олександр Шумський, Марія Берлінська. З Дмитром Комаровим встановили рекорд України — відвідали максимальну кількість аеродромів (33) за 3 дні.
Загинув 28 липня 2021 під час авіакатастрофи у селі Шепарівцях на Івано-Франківщині.

### Родина
Був одружений, дружина — Оксана. Виховував двох синів: Ігора та Дениса (загинув 2013 року під час польоту).